# Sargus rufibasis
Sargus rufibasis är en tvåvingeart som först beskrevs av Jacques-Marie-Frangile Bigot 1879.  Sargus rufibasis ingår i släktet Sargus och familjen vapenflugor. Inga underarter finns listade i Catalogue of Life.